# 42 př. n. l.

## Narození
- 16. listopadu Tiberius († 37) – římský císař[1]

## Úmrtí
- 3. října – Gaius Cassius Longinus (* 85 př. n. l.) – římský aristokrat a politik[2]
- 23. října – Marcus Iunius Brutus (* 85 př. n. l.) – římský politik[3]

## Hlavy států
- Parthská říše – Oródés II. (58/57 – 38 př. n. l.)[4]
- Egypt – Ptolemaios XV. Kaisarion Filopatór Filométor (44 – 30 př. n. l.) + Kleopatra VII. (doba vlády 51 př. n. l. – 30 př. n. l.)[5][6]
- Čína – Juan-ti (dynastie Západní Chan)